# Donald R. Pettit
Donald R. Pettit, född 20 april 1955, är en amerikansk astronaut uttagen i astronautgrupp 16 den 5 december 1996.

## Rymdfärder
- Expedition 7
- Endeavour - STS-126
- Expedition 30/31
- Expedition 71/72